# Igor Kolarov
Igor Kolarov (1973 – 2017) bio je srpski književnik.

## Biografija
Objavio je knjige za decu: Hionijine priče (pesme i priče, 2000); Agi i Ema (roman, 2002, nagrada "Politikin Zabavnik"); Priče o skoro svemu (priče, 2005, nagrada "Neven"), Kuća hiljadu maski (roman, 2006; nagrada "Politikin Zabavnik", nagrada "Sima Cucić", nagrada "Mali Princ" za najbolju dečju knjigu u regionu) i druge.
Dobio je i nagradu Zmajevih dečjih igara (2006) za izuzetan stvaralački doprinos savremenom izrazu u književnosti za mlade, kao i Zlatnu značku Kulturno-prosvetne zajednice Srbije (2009) za stvaralački doprinos u širenju kulture.

## Kulturološki uticaj
Po nagrađenom romanu Agi i Ema snimljeni su istoimeni film i radio-drama. Scenario i režiju za film potpisao je Milutin Petrović, a glavne uloge poverene su Mileni Dravić i Stefanu Lazareviću. U ostalim ulogama pojavljuju se Ana Sofrenović, Dragan Mićanović, Nikola Đuričko, Lena Bogdanović, Nađa Sekulić, Boris Milivojević, Slobodan Boda Ninković i drugi. Film Agi i Ema, snimljen je 2007. godine i predstavlja prvi film za decu snimljen u Srbiji posle pauze od 25 godina. Radio-drama Agi i Ema snimljena je u režiji Meline Pota-Koljević, koja se kasnije pojavljuje i u filmu.

## Dela

### Romani za decu
- Agi i Ema (roman, 2002, nagrada „Politikin Zabavnik”)
- Dvanaesto more (roman, 2004, nagrada „Dositejevo Pero”)
- Kuća hiljadu maski (roman, 2006, nagrada „Politikin Zabavnik”, nagrada „Sima Cucić”, nagrada „Mali Princ” za najbolju dečju knjigu u regionu)
- Kuća hiljadu maski (roman, dvojezično: srpski i norveški, 2011)
- Agi i Ema (roman, dvojezično: srpski i francuski, 2014[1]

### Književne forme za decu
- Hionijine priče (pesme i priče, 2000)
- Milica u vrtu (pesme i priče, 2001)
- Priče o skoro svemu (priče, 2005, nagrada Bijeljinskog Sajma knjiga „Čika Jova Zmaj”, nagrada „Neven”)
- Burence (priče, 2007)
- Fiona i druge misterije (priče, 2007)
- SMS priče (priče, 2008)
- Džepne priče (interaktivne priče, 2010)
- Kajina najbolje žirafa (kratka proza, slikovnica, 2010)
- Rusvaj (priče, 2011, nagrada „Dečja knjiga godine 56. Međunarodnog beogradskog sajma knjiga“)
- Priručnik za pingvine (kratka proza, 2012)
- Da, to su bizoni (kratka proza, slikovnica, 2012)
- Klizave priče (priče, 2013, nagrada „Srebrno Gašino pero” na Festivalu humora za decu u Lazarevcu, nagrada dečje kritike „Dositejevo pero”)
- Priručnik za pingvine (kratka proza, dvojezično: srpski i engleski, 2014)[5]

### Ostali žanrovi za decu
- Urnebesna fizika (sa Svetislavom Paunovićem i Brankom Stevanovićem, 2015)[6]

### Knjige za odrasle
- Anatolijske hronike (poezija, 2002)[7]

### Zbirke koje je priredio
- E, baš to! (izbor iz savremene srpske poezije za decu, lektira za drugi razred osnovne škole, sa Brankom Stevanovićem, 2009)
- Slonovska muzika (izbor iz svetske poezije i proze za decu, lektira za četvrti razred osnovne škole, 2009)
- Najkraće srpske priče za decu(antologija, 2009, nagrada „Dositejevo Pero”)
- Od zmaja do beskraja (izbor iz savremene srpske poezije za decu, lektira za prvi i drugi razred osnovne škole, sa Brankom Stevanovićem, 2010)
- Čitaj vetru omiljene knjige (izabrane pesme i priče Vladimira Andrića, 2010)
- Zrenjaninski vatromet (izbor iz dela 30 pisaca za decu, sa Brankom Stevanovićem, 2014)
- Urnebesna istorija (anegdote, 2014)[8]

## Spoljašnje veze
- Ćirić, Sonja (2. 2. 2012). „Put na početak - intervju sa Igorom Kolarovim”. Vreme. Приступљено 18. 1. 2018.[мртва веза]
- „Igor Kolarov (o autoru)”. Dereta. Приступљено 18. 1. 2018.
- Preminuo dečiji pisac Igor Kolarov (B92, 12. maj 2017)